# Остергорн
Остергорн (нім. Osterhorn) — громада в Німеччині, розташована в землі Шлезвіг-Гольштейн. Входить до складу району Піннеберг. Складова частина об'єднання громад Гернеркірхен.
Площа — 6,38 км2. Населення становить 412 ос. (станом на 31 грудня 2020).